# Chaetabraeus paria
Chaetabraeus paria är en skalbaggsart som först beskrevs av Sylvain Auguste de Marseul 1856.  Chaetabraeus paria ingår i släktet Chaetabraeus och familjen stumpbaggar. Inga underarter finns listade i Catalogue of Life.